# Жебота
Жебота (груз. ჟებოტა) — село в Грузії.
За даними перепису населення 2014 року в селі проживає 531 особа.